# يويا كوبو
يويا كوبو (باليابانية: 久保 裕也) (مواليد 24 ديسمبر 1993) هو لاعب كرة قدم ياباني يلعب حاليا لصالح نادي يانغ بويز في دوري السوبر السويسري. يلعب مع منتخب اليابان لكرة القدم منذ عام 2016.

## وصلات خارجية
- يويا كوبو على موقع الاتحاد الدولي (مؤرشف)  (الإنجليزية)
- يويا كوبو على موقع الاتحاد الأوربي (الإنجليزية)
- يويا كوبو على موقع رابطة كرة القدم اليابانية للمحترفين (اليابانية)
- يويا كوبو على موقع الدوري الأمريكي (الإنجليزية)
- يويا كوبو على موقع إي إس بي إن إف سي (الإنجليزية)
- يويا كوبو على موقع قاعدة بيانات كرة القدم.إي يو (الإنجليزية)
- يويا كوبو على موقع ليكيب (الفرنسية)
- يويا كوبو على موقع ناشيونال فوتبول تيمز (الإنجليزية)
- يويا كوبو على موقع Soccerbase.com (لاعب) (الإنجليزية)
- يويا كوبو على موقع Soccerway.com (الإنجليزية)
- National Football Teams